# اوچانومیزو

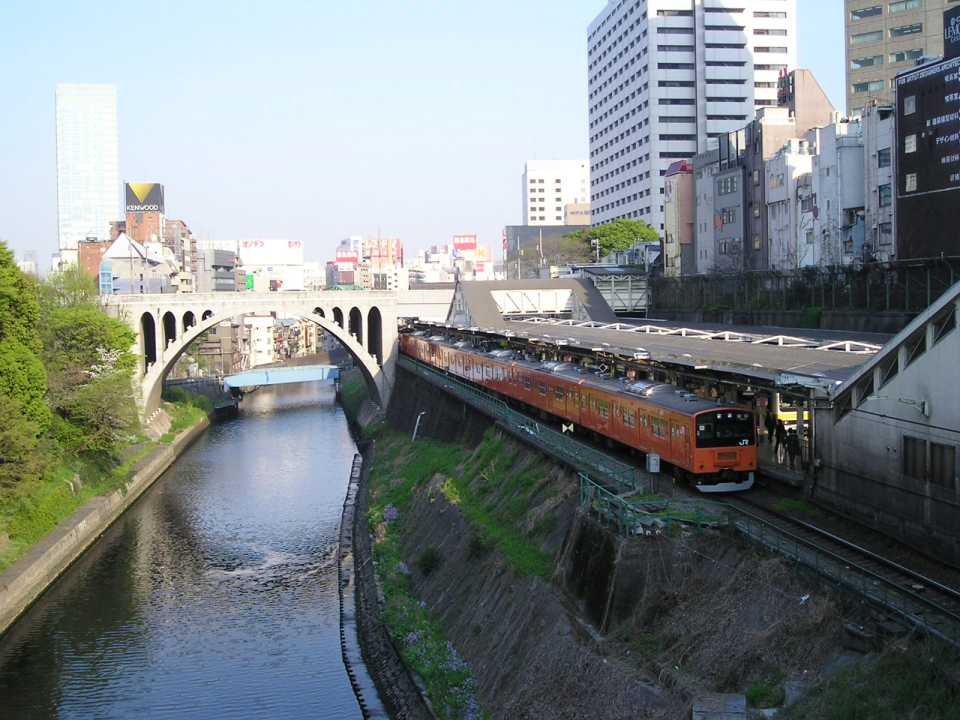
اوچانومیزو

اوچانومیزو (به ژاپنی: (御茶ノ水, Ochanomizu) یکی از محله‌های توکیو پایتخت ژاپن است که در منطقهٔ بونکئو و چیودا واقع شده‌است. معبد کاندا و معبد یوشیماسیدو در این محله است.

## ایستگاه راه‌آهن
- جی آر، خط چوئو-هونسن، ایستگاه اوچانومیزو
- جی آر، خط چوئو-سوبو